# Mossínecos

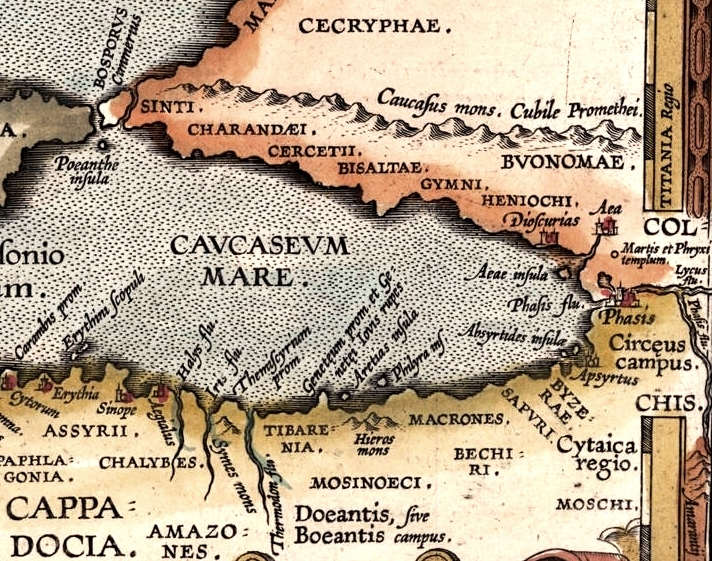
Mapa de Abraham Ortelius de 1624 mostrando a localização dos mossínecos

Os mossínecos foram um povo da antiguidade, habitantes de uma zona montanhosa ao norte da Anatólia na região entre a vertente norte da corrente do Ponto e as cidades de Trebizonda e Giresun.

## Características e costumes
Eram peculiares pois viviam sobre árvores ou em altas torres de madeira chamadas mosinas, daí a origem do nome. A mosina mais alta estava ocupada por seu rei. Apolónio de Rodes indica que se o rei se equivocava ao emitir algum julgamento, este era mantido encarcerado e desprovido de alimento naquele dia. Apolônio e Xenofonte também assinalam que seus costumes eram muito diferentes às dos gregos já que o que os gregos realizavam publicamente, eles o realizavam dentro de suas casas ou só, falavam consigo mesmos, riam sozinhos e dançavam como se alguém os visse. Viviam da caça e seu principal alimento eram as castanhas, que eles cozinhavam como pães. Também tinham trigo, colocavam fatias de golfinhos salgados, empregavam a sua gordura e além disso, faziam um vinho doce e aromático. Marcavam seus corpos com tatuagens. Eram de pele branca. Relata-se que, às vezes, eles assaltavam os estranhos pulando sobre eles a partir suas torres.

## História
Apolónio de Rodes diz que em seu território, assim como o dos tibarenos, passaram os Argonautas em sua viagem a Cólquida em busca do Velo de ouro.
Heródoto os cita entre os povos tributários dos persas. Eles pertenciam a uma demarcação tributária compartilhada com os moscos, macronos, mares e tibarenos que traziam trezentos talentos. Faziam parte da expedição que Xerxes I realizou em 480 a.C. contra a Grécia. Os mossínecos e os macronos estavam sob o comando de Artaictes nesta expedição. Foi dito que eles estavam armados, com os moscos, com capacetes de madeira, escudos e lanças com pontas de ferro curtas.
No 401 a.C., os mossínecos dividiram-se em duas facções que lutavam tendo o objetivo de ocupar a parte mais alta do país. Uma destas facções de mossínecos aliou-se com os gregos da Expedição dos Dez Mil para derrotar o outro. Nesta acção bélica foram com trezentas barcas feitas a cada uma de um sozinho tronco. Estavam armados com escudos de vime recobertos com peles de boi, lanças de seis cotovelos que tinham uma bola de madeira detrás e machados de ferro. Vestiam túnicas curtas e capacetes de couro semelhantes a dos paflagônios com um penacho no meio. Naquela época os cálibes eram súditos dos mossínecos.